# اتفاقية حماية الحيتان في البحر الأسود والبحر الأبيض المتوسط ومنطقة المحيط الأطلسي المتصلة

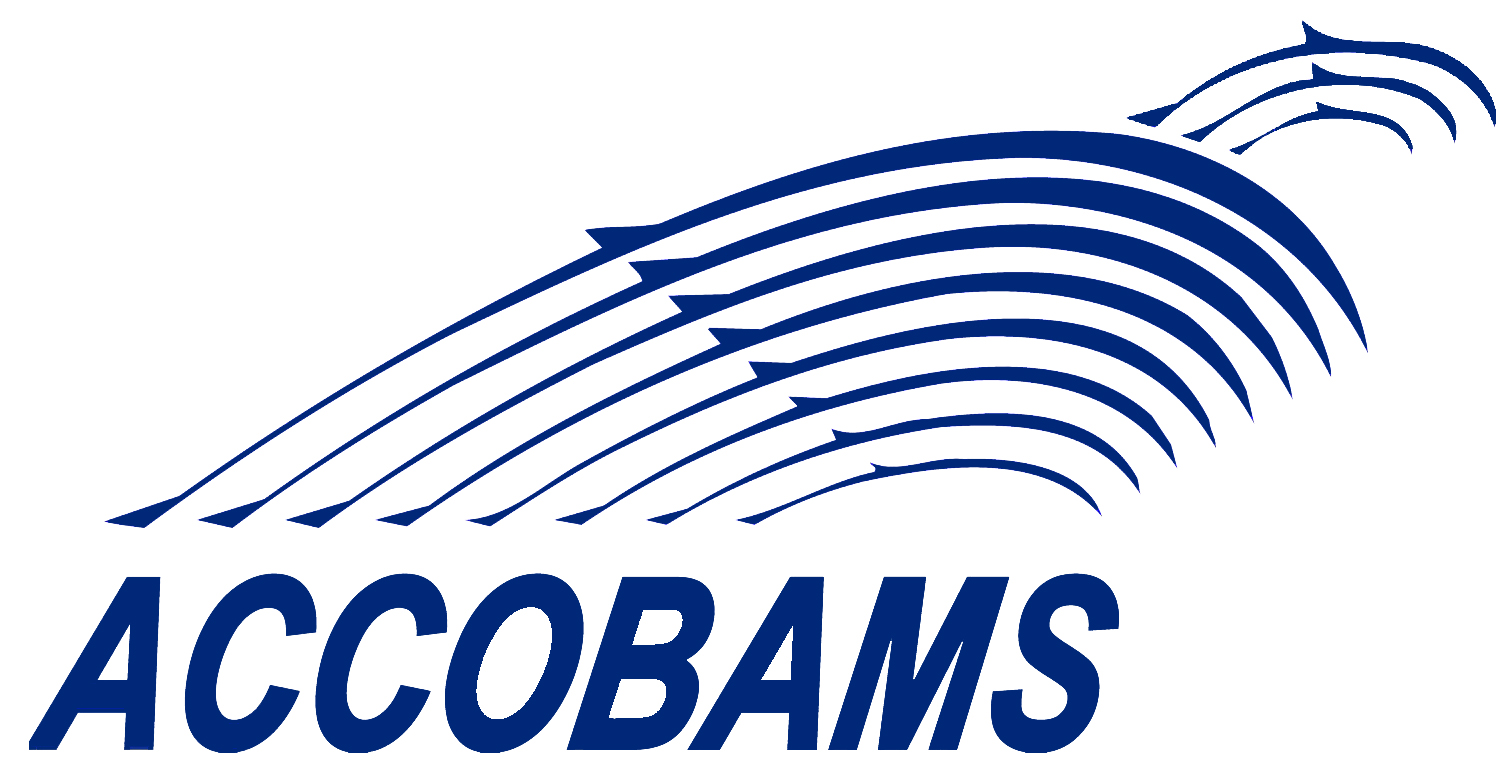
شعار الاتفاقية

اتفاقية حماية الحيتان في البحر الأسود والبحر الأبيض المتوسط والمنطقة الأطلسية المتصلة (إختصارًا: ACCOBAMS) هي اتفاقية دولية إقليمية تُلزم الدول الأعضاء فيها بحماية الحيتان داخل حدودها؛ للحد من التهديدات التي تواجهها الحيتان في البحر الأبيض المتوسط والبحر الأسود، وكذلك في المحيط الأطلسي غرب مضيق جبل طارق.

## هيئات الاتفاقية

### مجلس الأعضاء
مجلس الأطراف (إختصارًا: MOP) هو الهيئة الرئيسية لاتخاذ القرار في الاتفاقية. ويحدث كل ثلاث سنوات لمراجعة التقدم المحرز نحو تنفيذ الاتفاق، فضلاً عن أي تحديات تواجه هذا التنفيذ. كما يعتمد مجلس الأطراف الميزانية الخاصة بالاتفاقيات ويستعرض التقييمات العلمية بشأن حالة الحفاظ على الحيتان في منطقة الاتفاقية. وتحدد الدول الأعضاء خلال المجلس أولويات الفترة المقبلة.
وتتمتع الدول الأعضاء في الاتفاقية بحق التمثيل في مجلس الأطراف ولكل منها صوت واحد. ويمكن تمثيل المنظمات المؤهلة في مجال الحفاظ على الحيتان بواسطة مراقبين في مجلس الأطراف.

### المكتب
هو الهيئة العاملة للاتفاقية ويعمل كجهة صنع القرار بين مجلس الأطراف، وينفذ الأنشطة المؤقتة نيابة عنها. كما يقدم التوجيه للأمانة العامة بشأن تنفيذ الاتفاقية وترويجها.
يتكون المكتب من رئيس ونائبين للرئيس، يتم انتخابهم جميعًا من قبل مجلس الأطراف. وتتم دعوة رئيس اللجنة العلمية للمشاركة بصفة مراقب. يجتمع المكتب مرة واحدة فيالسنة على الأقل.

### الأمانة العامة
الأمانة العامة هي الجهاز التنفيذي للاتفاقية. وينسق وينظم أنشطة اللجنة التنفيذية والمكتب واللجنة العلمية لضمان قدرتها على أداء مهامها الموكلة إليها على أكمل وجه. بالإضافة إلى مراقبة الميزانية، وتعمل على زيادة الوعي العام بشأن الاتفاقية وأهدافها، وتنفذ القرارات الموجهة إليها من جانب مجلس الأطراف، وتعد تقريراً لتقديمه إلى كل مجلس أطراف حول عمل جميع هيئات الاتفاقية.

### اللجنة العلمية
تعمل اللجنة العلمية كجهاز استشاري لـ مجلس الأطراف (MOP). وتشمل واجباتها الرئيسية ما يلي:
- تقديم المشورة إلى مجلس الأطراف بشأن المسائل العلمية والتقنية.
- إجراء تقييمات علمية لحالة الحفاظ على مجموعات الحيتان في منطقة الاتفاقية.
- تقديم المشورة بشأن تطوير وتنسيق برامج البحث والرصد الدولية.
- إعداد تقرير عن أنشطته لكل دورة من دورات مجلس الأطراف.

تتكون اللجنة العلمية من أشخاص مؤهلين كخبراء في علم الحفاظ على الحيتان، وتجتمع بناءً على طلب مجلس الأطرافMOP.

## منطقة الاتفاق

تظهر هذه الخريطة ما يلي:

طبقًا للمادة 1 من الاتفاقية، فإن النطاق الجغرافي للإتفاقية كما يلي:
- جميع المياه البحرية للبحر الأسود والبحر الأبيض المتوسط، وخلجانهما وبحارهما
- المياه الداخلية المتصلة أو المترابطة بهذه المياه البحرية
- المنطقة الأطلسية المتاخمة للبحر الأبيض المتوسط غرب مضيق جبل طارق

في عام 2010، قدمت كل من البرتغال وإسبانيا في مجلس الأطراف الرابع مقترحات لتوسيع منطقة الاتفاقية لتشمل بعضًا من مناطقهما الاقتصادية الخالصة . وقد اعتماد الاقتراح في مجلس الأطراف، باعتباره القرار A/4.1، وهو معمول به حتى الآن.

## الأنواع
وتغطي الاتفاقية 28 نوعًا من الحيتان التي تهاجر عبر نطاق الاتفاقية.
البالينات
- حوت شمال الأطلسي الصائب (Eubalaena glacialis)

الهراكلة
- حوت المنك المألوف (Balaenoptera acutorostrata)
- حوت ساي (Balaenoptera borealis)
- حوت جمل البحر (Megaptera novaeangliae)
- الحوت الأزرق (Balaenoptera musculus)
- الحوت الزعنفي (Balaenoptera physalus)

الدلفينيات
- الدولفين قاروري الأنف (Tursiops truncatus)
- دولفين ريسو (Grampus griseus)
- الحوت القاتل (Orcinus orca)
- الحوت القاتل القزم (Feresa attenuata)
- حوت مرشد طويل الزعنفة (Globicephala melas)
- الدولفين الدخاس (Steno bredanensis)
- دولفين أزرق أبيض (Stenella coeruleoalba)
- حوت مرشد قصير الزعانف (Globicephala macrorhynchus)
- الدولفين المألوف قصير المنقار (Delphinus delphis)
- الحوت القاتل الكاذب (Pseudorca crassidens)
- الدولفين الشائع قاروري الأنف (Tursiops truncatus ponticus)

الحيتان المنقارية
- حوت بلينفيل المنقاري (Mesoplodon densirostris)
- حوت ساوربي المنقاري (Mesoplodon bidens)
- حوت جيرفيه المنقاري (Mesoplodon europaeus)
- حوت ترو المنقاري (Mesoplodon mirus)
- حوت كوفييه المنقاري (Ziphius cavirostris)

### الدول الأطراف
ما يلى هو جميع الدول الأطراف في الاتفاقية، وتاريخ دخول الاتفاقية حيز النفاذ في المياه الخاضعة لحدزدها البحرية القضائية:

### دول النطاق
هى الدول التي لم تصدق على الاتفاقية أو تنضم إليها: تم التوقيع ولكن لم يتم التصديق عليه:
- إسرائيل
- الاتحاد الأوروبي

ولايات النطاق الأخرى:
- البوسنة والهرسك
- روسيا
- المملكة المتحدة

### معرض الصور

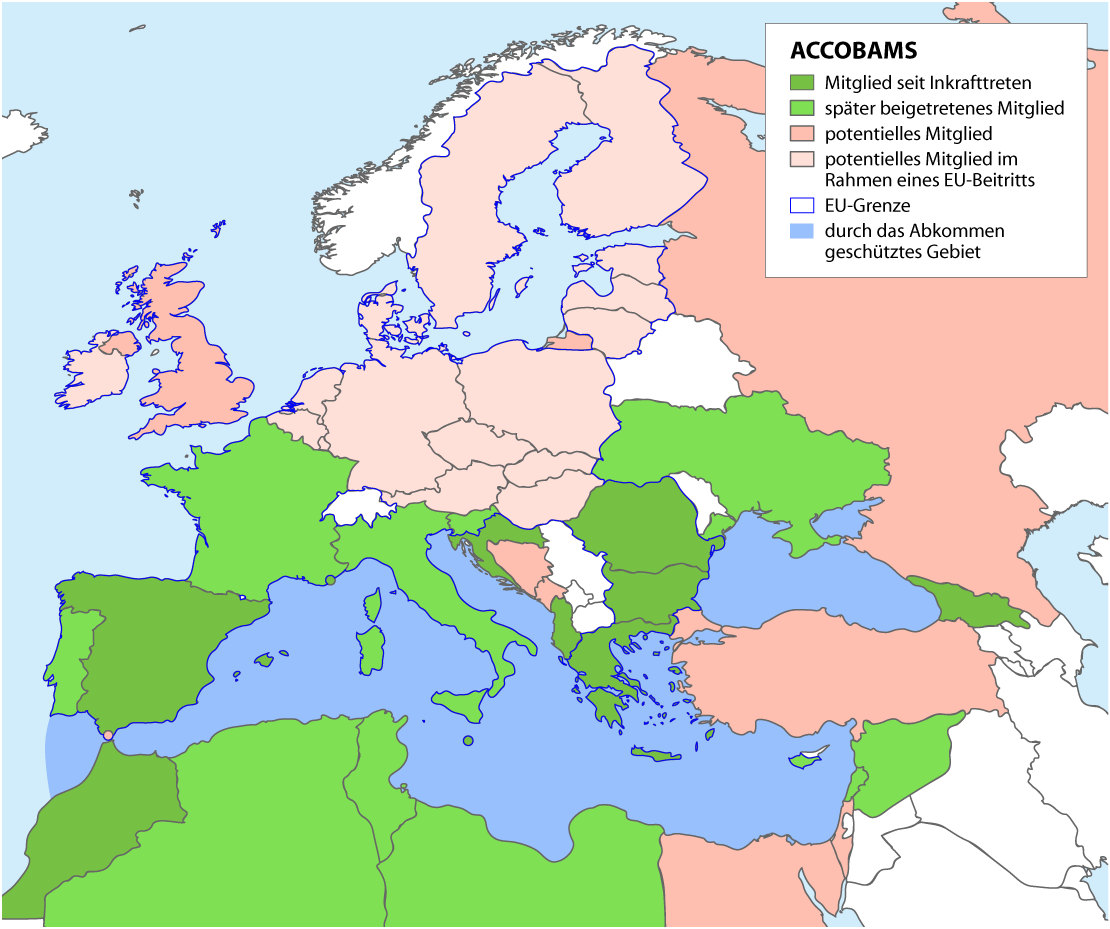
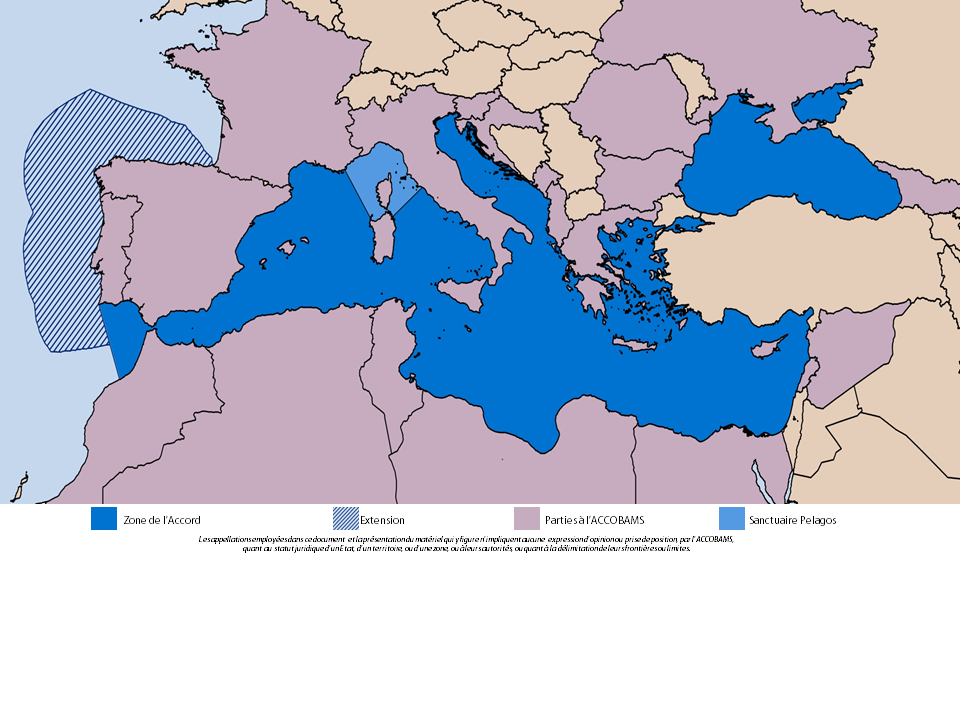